# Carpobrotus aequilaterus
Carpobrotus aequilterus es una especie de planta perenne y suculenta originaria de América del Sur. Algunos piensan que del Sur de África. Se le denomina popularmente doca.

## Usos
Se utiliza en la contención de dunas, jardinería.
Sus frutos ,al igual que los de la especie Carpobrotus edulis, son comestibles cuando estos aún están nuevos (de ahí su nombre “frutilla del mar”); sin embargo ya más maduros comienzan a adquirir un sabor amargo.

## Distribución
Se encuentra distribuida ampliamente en la zona costera de Chile ( de donde se piensa originaria). por los contactos marítimos de este país con California, Australia y España. 
Esta ampliamente naturalizada especie se encuentra principalmente en los distritos costeros del sur de Australia. Se ha naturalizado en el sureste de Queensland, además de los distritos costeros y sub-costeros del este de Nueva Gales del Sur, ampliamente naturalizada en el sur de Australia Occidental (es decir, desde la bahía del tiburón al Esperance), naturalizado principalmente en los distritos costeros de Victoria y naturalizadas en Tasmania.
También naturalizado en Nueva Zelanda.

## Taxonomía
Carpobrotus aequilaterus fue descrito por (Haw.) N.E.Br. y publicado en Journal of Botany, British and Foreign 66: 324. 1928.
Etimología
Carpobrotus: nombre genérico que deriva del griego karpos (fruta) y brota (comestible) y se refiere a que son frutas comestibles.
aequilaterus: epíteto latino que significa "con caras iguales".
Sinonimia
- Carpobrotus disparalis N.E.Br.
- Mesembryanthemum aequilaterale Haw[5]

## Nombre común
Del mapudungún  doka /doka/.